# Каратаев, Вадим Константинович
Вадим Константинович Каратаев (15 января 1964, Коммунарск, Луганская область — 8 декабря 2020) — советский футболист, полузащитник. Мастер спорта СССР (1986).

## Клубная карьера
Карьеру игрока начал в 1980 году в составе киевского «Динамо», но из-за очень высокой конкуренции в главной команде, вынужден был выступать в первенстве дублёров. В 1981 году перешёл в «Стахановец», в составе которого в советском первенстве сыграл 2 матча. В 1982 году вернулся в «Динамо», но там опять был вынужден выступать только за дубль. В 1984 году дебютировал в основной команде, но закрепиться там не смог. С 1984 по 1987 в Высшей лиге сыграл 18 матчей и отметился 1 забитым голом, а также 3 матча провёл в Кубке СССР. 18 марта 1987 сыграл свой единственный матч в Кубке европейских чемпионов против стамбульского «Бешикташа», сыграв последние 7 минут поединка, в котором киевляне победили со счётом 2:0. В том же году перешёл в состав одесского «Черноморца», а позже оказался в бакинском «Нефтчи». После этого по году сыграл в «Нистру» (Кишинёв) и «Кристалле» (Херсон).
В 1991 году уехал в Польшу, где по сезону сыграл за «Орленту» (Луков) и «Петрохемию» (Плоцк). В сезоне 1993/94 годов выступал в «Хапоэле» из Ашкелона, где по окончании сезона решил завершить карьеру футболиста.

## Международная карьера
Играл за молодёжную сборную СССР. В 1982 году стал бронзовым призёром молодёжного чемпионата Европы. Также принимал участие на молодёжном чемпионате мира 1983 года. Всего в составе советской «молодёжки» сыграл 5 матчей и отметился 2 голами.
В 1983 году также был участником Летней спартакиады народов СССР в составе сборной УССР. 

## Достижения

### Клубные
- Чемпион Высшей лиги СССР: 1985, 1986
- Обладатель Кубка СССР: 1986/87

### Международные
- Бронзовый призёр молодёжного чемпионата Европы: 1982

### Индивидуальные
- Мастер спорта СССР (1986)